# くるくる節 〜Quruli Live Tour 2004 Documentary Film〜
「くるくる節 〜Quruli Live Tour 2004 Documentary Film〜」（くるくるぶし - くるり ライブツアー2004 ドキュメンタリーフィルム）は、くるりのライブビデオ。

## 収録曲
1. Morning Paper
2. Go Back To China
3. interlude A
4. Race
5. interlude B
6. オールドタイマー
7. interlude C
8. すけべな女の子
9. トレインロックフェスティバル
10. 街
11. interlude D
12. グッドモーニング
13. ばらの花
14. interlude E
15. Home Town
16. ロックンロール
17. Jam Session
18. How To Go

Extra Tracks
- 岸田繁のこんぴら参り（高松琴平電鉄に魅せられて）
- 俺の愛器